# Gaspar Garrone
Gaspar Garrone (n. 1 august 2000, Córdoba, Argentina, Provincia Córdoba, Argentina) este un jucător de hochei pe iarbă ce a reprezentat Argentina. A participat la competiții asociate Jocurilor Olimpice în care a câștigat o medalie de bronz.

## Participări
Lista de mai jos prezintă principalele competiții la care a participat Gaspar Garrone de-a lungul carierei.
- Anexo:Hockey en los Juegos Olímpicos de la Juventud de Buenos Aires 2018[*]